# Lítla Dímun
Lítla Dímun (Petita Dímun) és la més petita (0,8 km²) de les 18 illes que constitueixen l'arxipèlag de les Fèroe. Està situada entre les illes de Suðuroy i Stóra Dímun. Forma part del municipi de Hvalba. Lítla Dímun està deshabitada.
El terç sud de l'illa està format per penya-segats, elevant-se fins als 414m de l'Slættirnir (muntanya que culmina l'illa). Només s'hi pot desembarcar amb molt bona mar.
Amb una important colònia d'ocells i uns 270 xais (2004), Els propietaris del bestiar oví però, hi han instal·lat cordes per facilitar l'escalada dels seus vessants.
L'illa apareix a la Saga Faereyinga (Saga de les illes Fèroe) del segle xiii com el lloc d'una batalla.

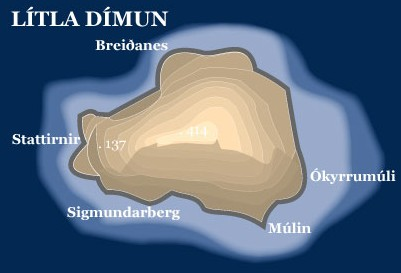
Mapa topogràfic
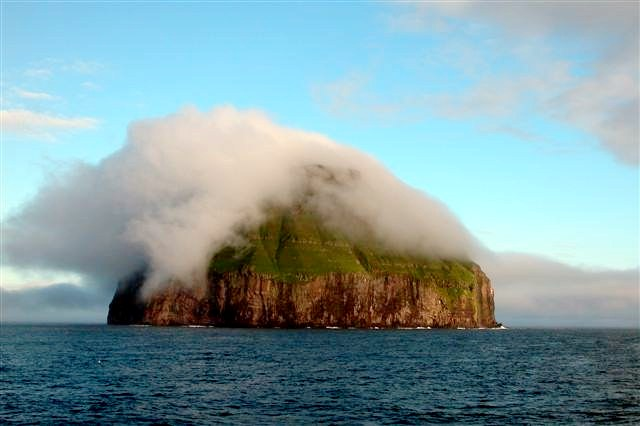
L'illa tapada per un núvol
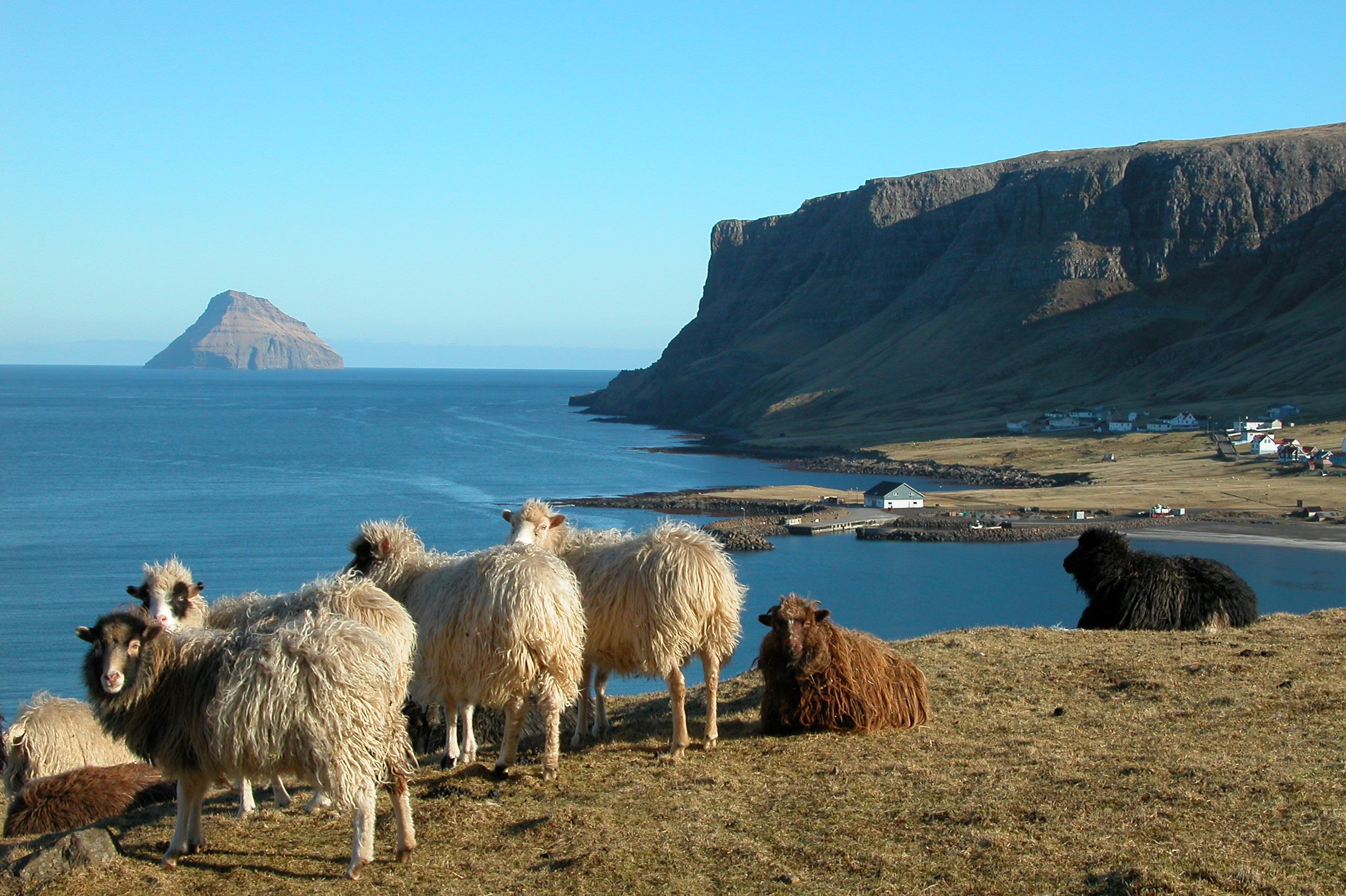
L'illa, al fons, des de Hvalba